# Anthemios från Tralles

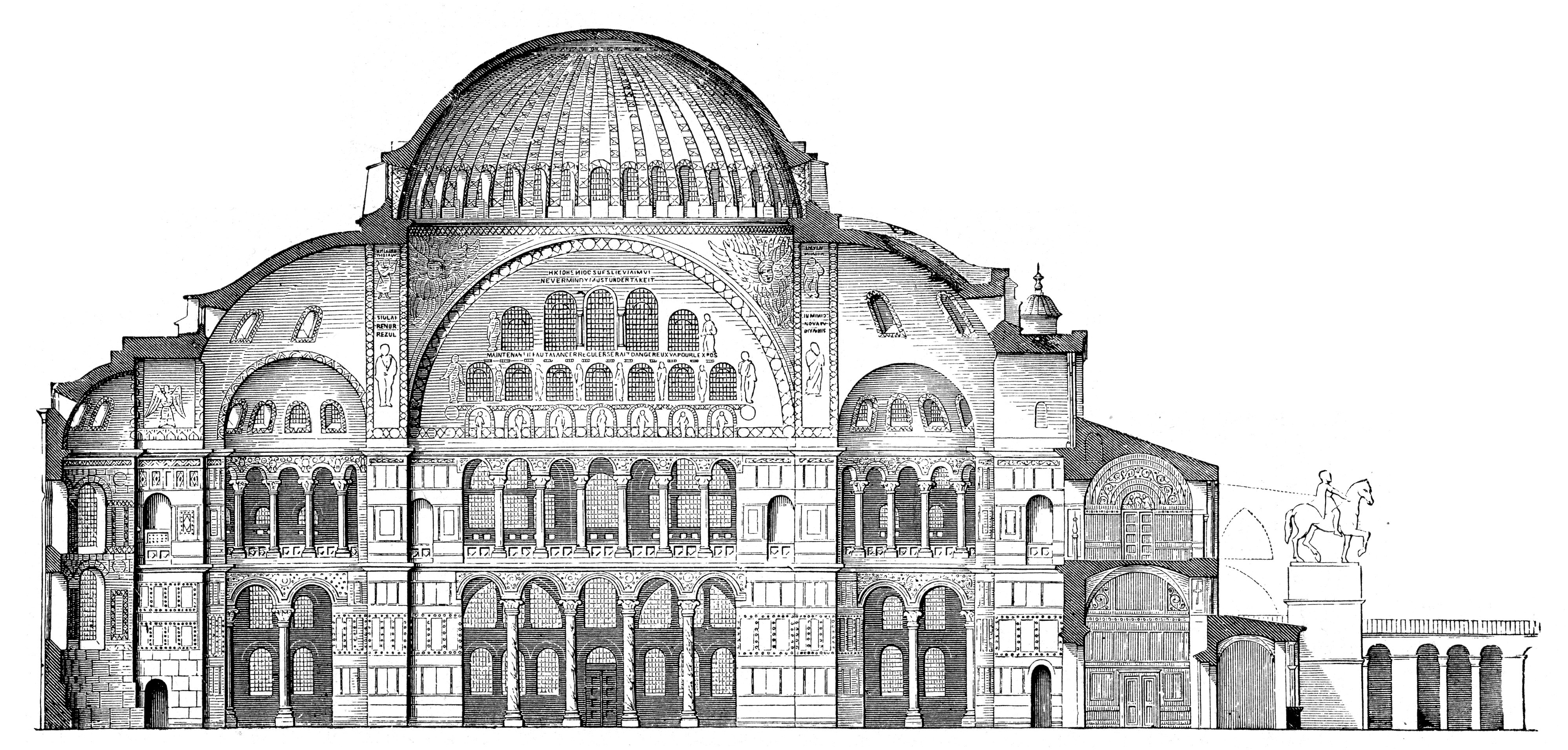
Ritning av Hagia Sofias ursprungliga utseende.

Anthemios från Tralles (grekiska Ἀνθέμιος ὁ Τραλλιανός) var en grekisk arkitekt från Tralles i Lydien. Tillsammans med Isidoros från Miletos byggde han åren 532–537 Hagia Sofia i Konstantinopel, en av den bysantinska arkitekturens främsta verk.
Anthemios var också en utmärkt mekaniker och matematiker.